# Muhammad I Askia
Muhammad I Askia (Muḥammad ibn Abī Bakr Ture), även kallad Askia Muhammad den store; född 1442, död 1538 i Gao; var statsman och militär ledare för Songhairiket och anses vara en av de stora västafrikanska härskarna. Han gjorde Songhai till en islamisk stat som under hans regering ökade till en yta på 1 300 000 km² i den västafrikanska delen av Sahel som omfattade stora delar av dagens Mali, Niger och de norra delarna av Burkina Faso och Nigeria.
Askia Muhammad tjänade som general under sina två företrädare Sonni Ali och Sonni Baru. Efter Sonni Alis död försökte Askia Muhammad ta makten redan i februari 1493 ifrån hans efterträdare Sonni Baru som månaden innan valts med acklamation. Efter den för honom framgångsrika slaget vid Anfao i april 1493 tog han makten över Songhairiket som under hans regering kom att omfatta städerna Gao och Timbuktu som blomstrade under dynastin Askia.
Under krigen tillfångatogs mängder av krigsfångar som antingen förslavades under Songhai eller såldes till nordafrikanska handelsmän.
Askia Muhammad ärvde en stark centralmakt av sina företrädare. Han stärkte administrationen ytterligare för att säkerställa att det växande territoriet kunde styras väl. Han tog hjälp av den religiösa ledaren Muhammad al-Maghili för att säkerställa rikets styre och få kontroll över besegrade motståndares och icke-muslimers tillgångar.
Askia Muhammad  gjorde en pilgrimsresa till Mecka 1495–1497 (eller 1498) och under resan gjorde kalifen i Kairo, muslimernas ledare, honom till sin ställföreträdare. Hans relation till den religiösa eliten i Gao och Timbuktu säkrade att han fick en fördelaktig plats i regionens historieskrivning till skillnad från hans företrädare Sonni Ali. Genom att göra islam till en religion för överklassen och inte bara en folklig religion beredde vägen för marockanerna att senare erövra Songhairiket.
1528 tog hans äldste son, Musa, makten från sin far och förvisade honom till en ö i floden Niger där han vistades fram till 1537.  Musa regerade som Askia Musa efter trå år störtades han av en av sina bröder. 1537 kom hans son Askia Ismaïl till makten och han förde sin far, Askia Muhammad tillbaka till Gao där han avled 1538.
Askias grav ligger i Gao och är sedan 2004 klassad som världsarv. Där ligger en av Västafrikas mest vördade moskéer.[källa behövs]

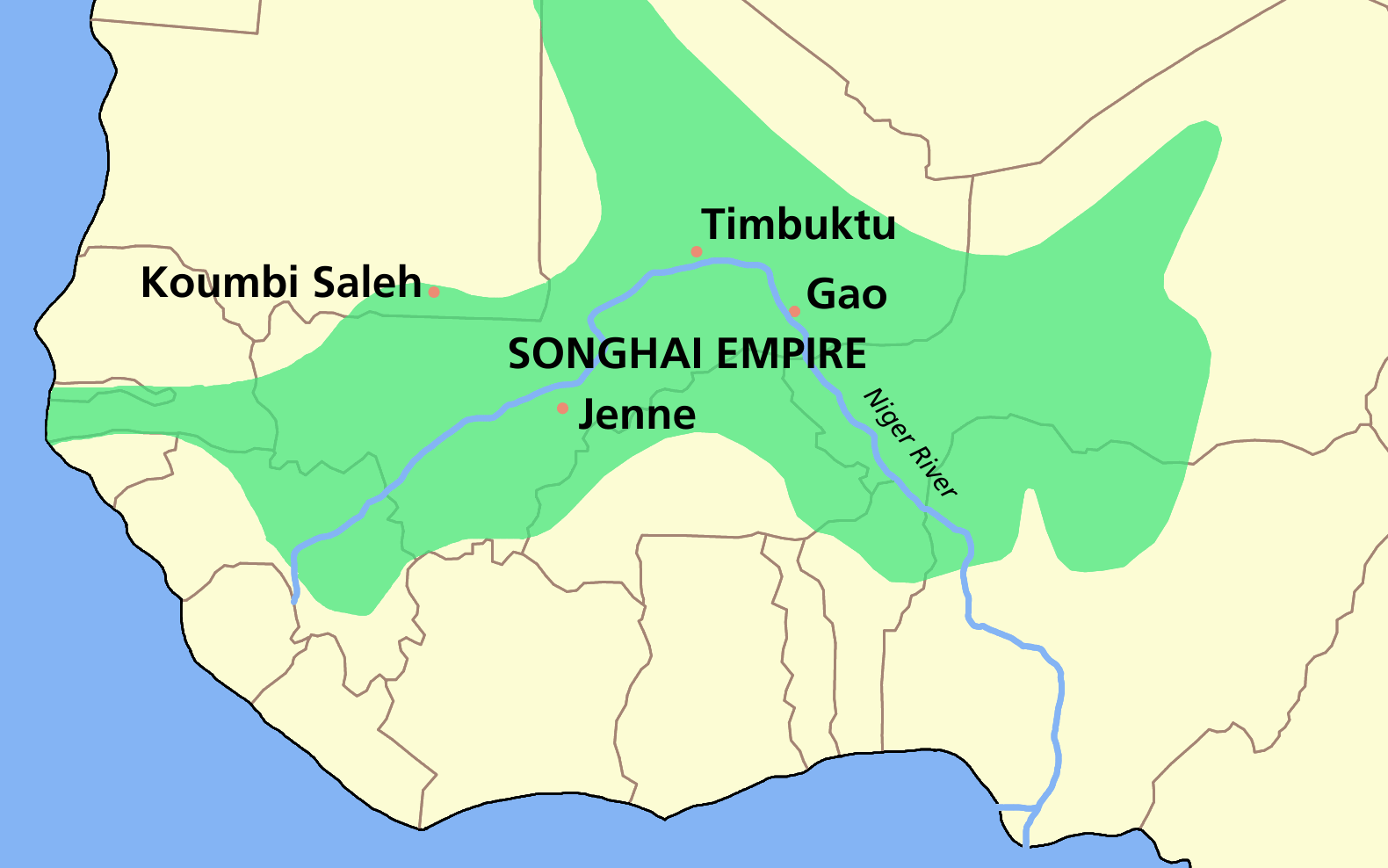
Songhairiket